# داعی صغیر
حسن بن قاسم بن الحسن بن علی بن عبدالرحمن شجری بن القاسم بن الحسن بن زید الامیر بن الحسن السبط بن علی بن ابی طالب، ملقب به داعی صغیر؛ چهارمین امیر علویان طبرستان پس از ناصر للحق اطروش بود. حکومت حسن بن قاسم از سال ۳۰۴ تا ۳۱۶ قمری به مدت دوازده سال به طول انجامید. او ابتدا از سپهسالاران ناصر للحق اطروش بود و فرماندهی لشکر علویان در باز پس‌گیری حکومت طبرستان از سامانیان را برعهده داشت. به دنبال تیره شدن روابطش با ناصر للحق، دعوی امامت مطرح نمود و ناصر للحق را به تبعید فرستاد. این سرآغازی بر جنگ‌های میان حسن بن قاسم و فرزندان ناصرللحق (خصوصاً ابوالقاسم جعفر) بود. وی در نهایت به دست مرداویج زیاری به قتل رسید و مرگ او به زوال حکومت علویان طبرستان منجر شد.
حسن بن قاسم حدود ۲۶۲ تا ۲۶۴ قمری در مدینه به دنیا آمد. ظاهراً خانوادهٔ وی پس از تشکیل دولت علویان در طبرستان به دیلم مهاجرت نمودند. پس از مرگ داعی کبیر (اولین حاکم علوی طبرستان)، اختلاف میان برادرش محمد بن زید (دومین حاکم علوی طبرستان) و دامادش احمد بن محمد، موجب تضعیف علویان شده بود تا اینکه سامانیان به قلمرو علویان حمله کردند و گرگان، ساری، آمل و چالوس را تصرف نمودند. پس از اینکه محمد بن زید وفات کرد، ناصر للحق اطروش دو مرتبه (در سال ۲۸۸ و ۲۹۰ قمری) به کمک جستان و فیروزان اقدام به باز پس‌گیری طبرستان نمود ولی در این امر ناکام ماند تا اینکه توانست با کمک حسن بن قاسم و اهالی دیلم و گیلان، مجدد ارتشی فراهم کند. حسن بن قاسم در قیام علیه سامانیان و جنگ بوررود چالوس و تصرف ساری (سال ۳۰۱ ه‍.ق)، فرماندهی لشکر علویان را برعهده داشت. وی پس از غلبه بر سپاه سامانی، بسیاری از آنان که در قلعه چالوس پناه گرفته بودند را به قتل رساند و قلعه را ویران کرد. با در اختیار گرفتن آمل و تصرف ساری، حکومت علویان در طبرستان احیا گردید و ناصر للحق اطروش ملقب به ناصر کبیر، سومین حاکم علویان طبرستان شد. او از آن پس، اجرای احکام، اوامر و نواهی را به حسن بن قاسم سپرد. ناصرالحق از سادات حسینی بود؛ لیکن داعی کبیر و برادرش محمد بن زید و داماداش ابوالحسین احمد از سادات حسنی بودند.

## دعوای امامت
توانایی‌های حسن بن قاسم و تمایل بسیاری از سران و بزرگان سپاه همچون هروسندان (که بعدها به ناصرالحق و فرزندانش ملحق شد)، لیشام بن وردراد و خسروفیروز به او سبب شد که خود دعوی امامت کند و در پی تیره شدن مناسباتش با ناصرالحق، وی را به قلعهٔ لارجان تبعید کرد. پس از مدتی، با دخالت لیلی بن نعمان –از سرداران وفادار به ناصرالحق که بعد از فوت او، فرمانده لشکر حسن بن قاسم شد– ناصرالحق از بند تبعید رها شد. بعد از این اتفاق، حسن بن قاسم با تنی از خواص خود به دیلمان روانه شد. سپس در آنجا ادعای امامت کرد.

## پیوند مجدد با ناصرالحق
این حوادث موجب شد که به دستور ابوالحسین احمد (یکی از پسران ناصرالحق؛ معروف به صاحب‌الجِیش) گروهی از عالمان و دولتمردان برای جلوگیری از انشقاق در میان علویان، به وساطت میان آن دو بزرگوار بپردازند. به پیشنهاد این گروه قرار شد حسن بن قاسم بار دیگر به سپهسالاری سپاه ناصرالحق برگزیده شود. با پذیرش این پیشنهاد توسط طرفین، حسن بن قاسم به آمل بازگشت. پس از آن ناصرالحق به پیشنهاد ابوالحسین احمد، نوه‌اش را به عقد حسن بن قاسم درآورد و او را به امارت گرگان منصوب نمود و فرزند دیگر خود، ابوالقاسم جعفر، را نیز همراه وی فرستاد تا سپاهیان سامانی را دفع نمایند ولی ابوالقاسم جعفر او را در گرگان تنها گذاشته و به ساری رفت. به سبب کارشکنی او، حسن بن قاسم محاصره شد و پس از مدتی مقاومت، در ۳۰۴ قمری مغلوب شد و به آمل عقب نشست و از آنجا به دیلمان رفت.

## امامت بر زیدیان
ناصر کبیر در ۲۵ شعبان ۳۰۴ قمری درگذشت. طبق وصیت او، پسرش ابوالحسین احمد و سران دیلمی، حسن بن قاسم را به آمل فراخواندند و در چهارشنبه ۲۴ رمضان همان سال حکومت را به او سپردند. حسن بن قاسم از این زمان به «داعی الی الحق» و «داعی صغیر» ملقب گردید. ابوالقاسم جعفر که به انتصاب داعی معترض بود، روانه ری شد و به محمد صعلوک، والی سامانی ری، پیوست. اما ابوالحسین احمد طبق وصیت پدر، به داماد خود (داعی صغیر) وفادار ماند. دادگستری و عدالتِ داعی نوید بخش اوضاعی با ثبات و آرام در مناطق تحت تصرف او بود. وی علاوه بر حکومت، به مظالم می‌رسید و در فقه و علم وقت صرف می‌کرد. در ۳۰۶ قمری گرگان دوباره به تصرف علویان درآمد و شاعران در تهنیت این فتح اشعاری سرودند ولی در ذیحجه همان سال ابوالقاسم جعفر با یاری فرماندهان و سپاهیان سامانی به گرگان حمله کردند و گرگان به دست سامانیان افتاد. داعی و ابوالحسین احمد نیز به تمیشه عقب‌نشینی نمودند. پس از عقب‌نشینی، داعی به آمل بازگشت ولی ابوالحسین احمد و نیروهایش در تمیشه ماندند.

## شکست و اسارت
ابوالقاسم جعفر، که از تصرف گرگان چیزی وی را نصیب نشده بود، به همراه یاران خود به ابوالحسین احمد پیوست. آنان با کودتایی در ۳۰۷ قمری داعی صغیر را شکست دادند. داعی ناچار به اسپهبد محمد بن شهریار قارنوندی پناهنده شد اما او داعی را دستگیر نمود و نزد علی ابن وهسودان جستانی (نایبِ مقتدر خلیفه عباسی در ری) فرستاد و او داعی را در قلعه الموت حبس کرد. ابوالقاسم جعفر و ابوالحسین احمد نیز با لشکریان خود به گرگان رفتند و به نبرد با سامانیان مشغول شدند.

## باز پس‌گیری حکومت
پس از قتل علی بن وهسودان –توسط محمد بن مسافر–، داعی صغیر با کمک خسرو فیروز دیلمی از حبس آزاد شد و به دیلم رفت و در جمادی الآخره ۳۰۷ قمری، به آمل آمد و آنگاه به ساری و از آنجا به گرگان رفت و جعفر و احمد را شکست داد. جعفر از طریق دامغان و ری به گیلان گریخت، اما داعی با احمد (پدر همسرش) صلح کرد و او را با خود در حکومت شریک نمود. داعی همچنین حکومت گرگان را به لیلی بن نعمان گیلانی (فرمانده لشکر علویان) سپرد. از لیلی بن نعمان با القاب «المؤید الدین‌اللّه المنتصر لآل رسول‌اللّه» یاد می‌شد.

## تصرف دامغان و فتح نیشابور
ضعف حکومت سامانیان و آشفتگی اوضاع خراسان موجب شد که داعی صغیر، لیلی بن نعمان گیلانی را مأمور فتح آن سامان کند. لیلی بن نعمان پس از تصرف دامغان، در ذیحجه ۳۰۸ قمری وارد نیشابور شد و به نام داعی خطبه خواند ولی در ربیع الاول ۳۰۹ قمری در طوس از لشکر سامانی شکست خورد و به‌دست حَمُوَیّه سپهسالار لشکر نصر دوم سامانی کشته شد. در پی این شکست، برخی سران گیل و دیلم تصمیم به قتل داعی و انتصاب احمد به جای او گرفتند، اما داعی مطلع شد و آنان را در گرگان کشت. از جمله هروسندان؛ که سابقاً به داعی در کودتا علیه ناصر کبیر کمک نموده بود ولی بعد از آن به ناصرالحق و فرزندانش ملحق شد. (مرداویج زیاری خواهرزادهٔ وی بود)

## شکست مجدد از پسران ناصرالحق
در سال ۳۱۰ قمری، سپاهیان سامانی به فرماندهی سیمجور دواتی، گرگان را از داعی و احمد گرفتند ولی داعی در اواخر همان سال مجدداً گرگان را تصرف کرد و احمد به ولایت آن سامان منصوب گردید.
احمد که از قدرت داعی هراسان شده بود، به آمل حمله کرد اما شکست خورد و به برادرش پیوست. آن زمان ابوالقاسم جعفر در گیلان سپاهی گرد آورده بود و با حمایت سرداران گیل و دیلم (اسفار بن شیرویه و ماکان پسر کاکی) آماده حمله به طبرستان بود. او در جمادی الاولی ۳۱۱ قمری به طبرستان هجوم برد، داعی را مغلوب کرد و آمل را تصرف نمود. داعی پس از شکست به کوهستان پناه آورد. دو ماه بعد، در رجب ۳۱۱ قمری ابوالحسین احمد درگذشت. ابوالقاسم جعفر نیز پس از مدت کوتاه حکمرانی، در ذیقعده ۳۱۲ قمری درگذشت. پس از وفات آن دو برادر، اهالی منطقه با ابوعلی‌الناصر پسر ابوالحسین احمد، بیعت کردند. در همان بحبوحه حسن بن قاسم (داعی صغیر) از کوهستان به گیلان رفت و گوشه نشینی اختیار کرد.

## بازپس‌گیری حکومت از ابوعلی‌الناصر
پس از درگذشت ابوالقاسم جعفر، سران حامی وی، اسفار بن شیرویه و ماکان بن کاکی سیاست متفاوتی در قبال یکدیگر بروز دادند. اسفار بن شیرویه از ابوعلی‌الناصر حمایت کرد و بین آنان و ماکان نزاع درگرفت. ماکان منهزم و متواری شد. چون خیال استیلا بر گرگان و طبرستان از فکر او بیرون نمی‌رفت، مراسلاتی چند با داعی صغیر که در کوهستان سکنی گزیده بود، داشت تا بتواند به کمک او طبرستان را از دست مدعیان بگیرد. داعی این دعوت را نپذیرفت و ماکان تنها به جنگ ابوعلی‌الناصر و اسفار بن شیرویه رفت و از آنان شکست خورد. در اوایل ۳۱۴ قمری، ماکان به همراه پسر عمویش حسن بن فیروزان سپاهی گرد آورد. این بار به درخواست ماکان، داعی با وی همراه شد و با او به آمل رفت و حکومت را از ابوعلی‌الناصر بگرفتند. اسفار بن شیرویه نیز پس از شکست از داعی و ماکان، به سامانیان ملحق شد.

## تصرف ری، قزوین، ابهر و زنجان
در سال ۳۱۴ قمری، نصر دوم سامانی به طبرستان آمد تا شر داعی صغیر را به کلی دفع کند ولی عمال داعی چنان راه‌ها را بر او گرفتند و جاده‌ها و پل‌ها را خراب کردند که امیر نصر محصور ماند و جز با دادن ۳۰۰۰۰ دینار به داعی و با قبول این خفت خلاص نیافت. در سال‌های پایانی حکومت علویان، داعی و ماکان به ری لشکرکشی نمودند و آن را از چنگ سامانیان و محمد صعلوک (والی سامانی ری) بیرون آوردند. تا سال ۳۱۶ قمری، قزوین، ابهر و زنجان نیز در حیطه تصرف علویان درآمد.

## پایان عمر داعی، پایان حکومت علویان طبرستان
در زمانی که داعی و ماکان مشغول گسترش قلمرو حکومت علویان بودند، اسفار بن شیرویه به دستور نصر دوم سامانی، با لشکری از سربازان سامانی از خراسان به گرگان آمد و آنجا را بنام پادشاه سامانی تصرف کرد. سپس سرداری از سران دیلم را که مردآویج بن زیار نام داشت پیش خود خواند و او را به‌عنوان سپهسالار با خود همراه کرد. این دو امیر به یاری هم طبرستان را تصرف نمودند. داعی با شنیدن خبر تصرف طبرستان تصمیم به بازگشت گرفت ولی ماکان از همراهی با او خودداری کرد. داعی به امید یاری مردم آمل، با سپاهی اندک برای مقابله با اسفار بن شیرویه عازم طبرستان شد ولی اهالی آمل با فتوای ابوالعباس فقیه از داعی حمایت نکردند.
سرانجام، داعی در رمضان ۳۱۶ قمری در حالی که به نماز ایستاده بود، به دست مرداویج بن زیار کشته شد. با مرگ داعی، به نام خلیفه عباسی و امیر سامانی سکه زدند و خطبه خواندند و حکومت علویان طبرستان به پایان رسید.
البته ناگفته نماند که ابوالقاسم محمد بن حسن مشهور به ابوعبداللّه داعی (متوفی ۳۶۰ قمری) –که حاصل ازدواج حسن بن قاسم با دختر فیروز دیلمی بود– بعدها امارتی زیدی در طبرستان تشکیل داد.